# Taranga
Taranga (nep. तरङ्गा) – gaun wikas samiti w zachodniej części Nepalu w strefie Bheri w dystrykcie Surkhet. Według nepalskiego spisu powszechnego z 2001 roku liczył on 963 gospodarstw domowych i 5308 mieszkańców (2637 kobiet i 2671 mężczyzn).